# Kukulcán

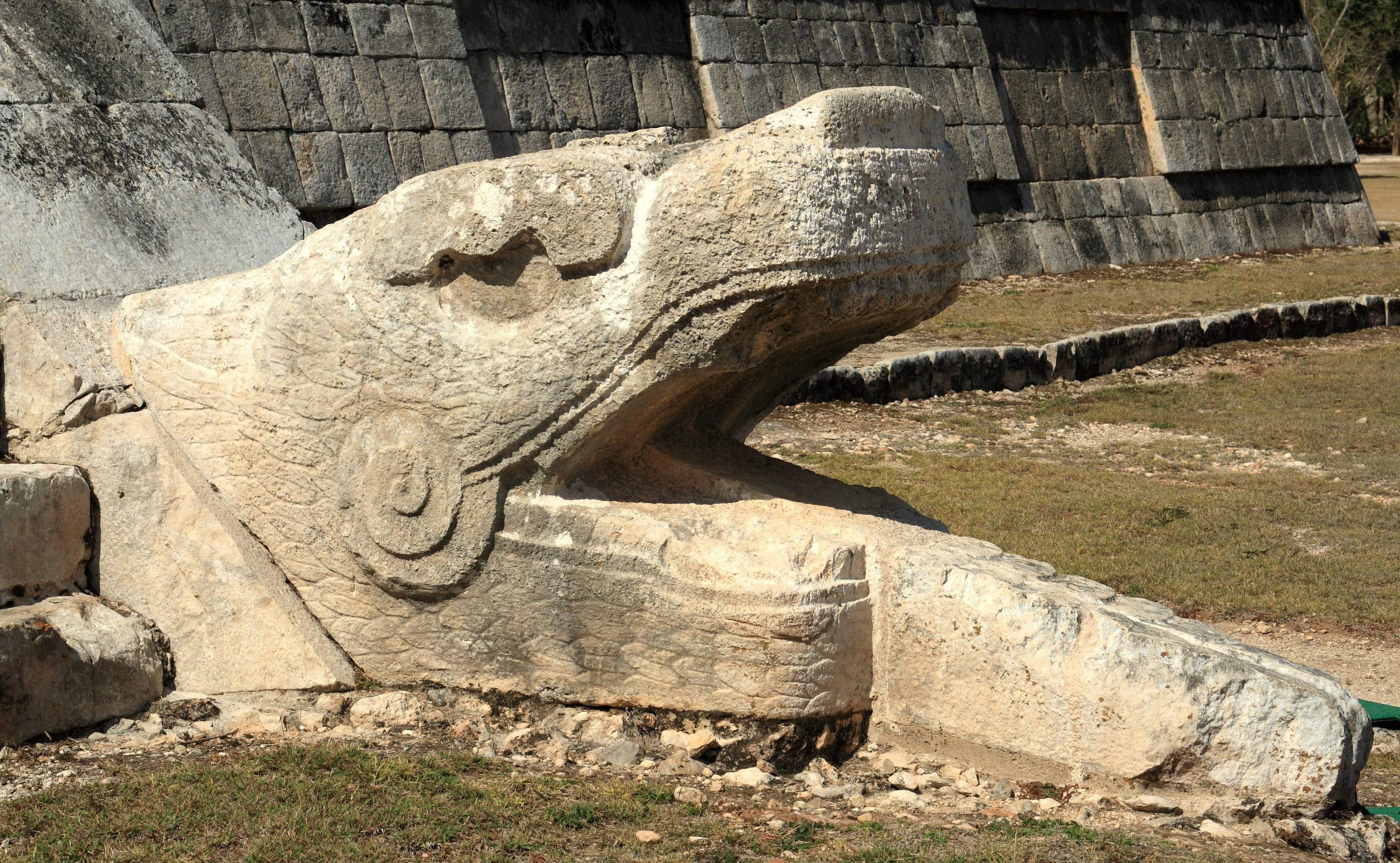
Kukulcán.

Kukulcán (mayaspråk: k’uk’ulkan, ”befjädrad orm”), av vissa identifierad som aztekguden Quetzalcóatl, var en av de viktigaste gudarna hos maya- och toltekindianerna i Mexiko. Kukulcán (även skrivet som Kukulkan) var gudens namn hos mayafolket. 
Kukulcán framställs på byggnaderna i Yucatan och Teotihuakan som en fjäderorm. I legenderna om honom berättas det att han anlände från väst och grundade sitt kungarike i Chichén Itzá. Han identifierades också med planeten Venus och kallas även Venus.